# دانشگاه دولتی پولسکی
دانشگاه دولتی پولسکی (به لاتین: Polessky State University) یک دانشگاه در بلاروس است که در پینسک (بلاروس) واقع شده‌است.